# Паганини (оперетта)
«Паганини» (нем. Paganini) — оперетта в трёх актах австро-венгерского композитора Франца Легара. Авторы либретто: Пауль Кнеплер, Бела Йенбах. Главное действующее лицо: великий итальянский скрипач Никколо Паганини. Легар назвал это своё произведение «романтической опереттой».
Впервые оперетта была поставлена 30 октября 1925 года в венском «театре Иоганна Штрауса», три месяца спустя состоялась берлинская премьера с участием Рихарда Таубера, для которого и создавалась партия Паганини (с этой оперетты началось их многолетнее партнёрство). Из музыки к этой оперетте особую популярность получила ария Паганини «Gern hab ich die Fraun geküsst».

## Основные действующие лица
| Персонаж                                                       | Имя в оригинале         | Голос   |
| -------------------------------------------------------------- | ----------------------- | ------- |
| Никколо Паганини, скрипач                                      | Niccolò Paganini        | тенор   |
| Мария Анна Элиза, сестра Наполеона, принцесса Лукки и Пьомбино | Maria Anna Élisa        | сопрано |
| Князь Феличе Бачоччи, муж Элизы                                | Prince Felice Baciocchi | баритон |
| Белла Джиретти, танцовщица, возлюбленная князя                 | Bella Giretti           | сопрано |
| Джакомо Пимпинелли, камергер при принцессе                     | Giacomo Pimpinelli      | тенор   |

## Сюжет
Знаменитый скрипач Никколо Паганини приезжает в итальянский город Лукка. Здесь он влюбляется в герцогиню Марию-Анну-Элизу и добивается её взаимности. Наполеон, извещённый о случившемся, присылает курьера и с ним приказ немедленно прекратить компрометирующую связь и изгнать Паганини за пределы герцогства.

## Музыкальные номера
1. Вступление
2. Mein liber Freund, ich halte viel auf Etikette — Анна-Элиза
3. Schones Italien, erst gedenk ich dien — Паганини
4. So jung noch, und schon ein großer Meister — Анна-Элиза, Паганини
5. Feuersglut lodert heiß in meinem Blut — Анна-Элиза
6. Niemals habe ich mich inteeressiert — Пимпинелли, Белла
7. Финал I акта
8. Introduction — Wenn keine Liebe war — Белла
9. Gern hab' ich die Frau’n gekußt — Паганини
10. Deinem süßen Rosenmund — Паганини
11. Launisch sind alle Frau’n, alle Frau’n — Белла, Пимпинелли
12. Sag' mir, wieviel suße, rote Lippen — Анна-Элиза, Паганини
13. Ich kann es mich fassen, nicht glauben — Анна-Элиза
14. Финал II акта
15. Liegen um Mitternacht — хор
16. Hat man den Kopf von Sorgen voll — Беппо
17. Melodram und Reminiszenz — Паганини
18. Jetz beginnt ein neues Leben — Пимпинелли, Белла
19. Wo meine Wiege stand — Анна-Элиза (тарантелла)
20. Finaletto — Анна-Элиза, Паганини